# Distrito de Laufenburg
Laufenburg é um distrito da Suíça, localizado no cantão de Argóvia. Tem 125,57 km² de área e sua população em 2019 foi estimada em 32.901 habitantes. Sua sede é a comuna de Laufenburg.

## Comunas
| Brasão         | Comuna         | População (31 de dezembro de 2019) | Área em km2 |
| -------------- | -------------- | ---------------------------------- | ----------- |
| Eiken          | Eiken          | 2.301                              | 7.07        |
| Frick          | Frick          | 5.655                              | 9.96        |
| Gansingen      | Gansingen      | 1.053                              | 8.77        |
| Gipf-Oberfrick | Gipf-Oberfrick | 3.646                              | 10.17       |
| Herznach       | Herznach       | 1.578                              | 6.26        |
| Hornussen      | Hornussen      | 971                                | 7.27        |
| Kaisten        | Kaisten        | 2.682                              | 18.11       |
| Laufenburg     | Laufenburg     | 3.680                              | 14.49       |
| Mettauertal    | Mettauertal    | 2.026                              | 21.56       |
| Münchwilen     | Münchwilen     | 950                                | 2.47        |
| Oberhof        | Oberhof        | 589                                | 8.20        |
| Oeschgen       | Oeschgen       | 1.044                              | 4.38        |
| Schwaderloch   | Schwaderloch   | 685                                | 2.77        |
| Sisseln        | Sisseln        | 1.601                              | 2.52        |
| Ueken          | Ueken          | 884                                | 5.10        |
| Wittnau        | Wittnau        | 1.330                              | 11.25       |
| Wölflinswil    | Wölflinswil    | 1.042                              | 9.51        |
| Zeihen         | Zeihen         | 1.175                              | 6.87        |
| Total          |                | 32.901                             | 152.56      |